# Billy Rose's Jumbo
 Billy Rose's Jumbo és una pel·lícula musical estatunidenca de Charles Walters, estrenada el 1962.

## Argument
Jimmy Durante és el propietari d'un circ que compta només amb dues atraccions d'interès: la seva filla (Doris Day) i Jumbo, un elefant de gran talent. La noia i el seu pare hauran d'aguditzar l'enginy per salvar el circ de la persecució dels creditors.

## Repartiment
- Doris Day: Kitty Wonder
- Stephen Boyd: Sam Rawlins
- Jimmy Durante: Anthony ('Pop') Wonder
- Martha Raye: Lulu
- Dean Jagger: John Noble
- Joseph Waring: Harry
- Lynn Wood: Tina
- Charles Watts: Ellis
- James Chandler: Parsons

## Premis i nominacions

### Nominacions
- 1963. Oscar a la millor banda sonora per George Stoll
- 1963. Globus d'Or a la millor pel·lícula musical o còmica
- 1963. Globus d'Or al millor actor musical o còmic per Stephen Boyd
- 1963. Globus d'Or al millor actor musical o còmic per Jimmy Durante
- 1963. Globus d'Or a la millor actriu musical o còmica per Doris Day
- 1963. Globus d'Or a la millor actriu secundària per Martha Raye